# Nintendo Life
Nintendo Life is een nieuwswebsite gericht op computerspellen. De website ging van start in 2006 en is eigendom van uitgeverij Gamer Network.

## Geschiedenis
Nintendo Life werd opgericht in 2006 om samen te vallen met de lancering van de Wii in de Verenigde Staten. De website is gevestigd in het Verenigd Koninkrijk.
Men publiceert meerdere artikelen, waaronder nieuws, recensies, previews en interviews, die sterk gerelateerd zijn aan Nintendo-producten. Zo heeft de website secties die schrijven over de Switch, Wii U, Wii, 3DS, WiiWare en klassieke titels beschikbaar als Virtual Console-spellen.

## YouTube
Nintendo Life is ook actief op videoplatform YouTube. Hier worden regelmatig video's van games en trailers geplaatst, als ondersteuning voor de artikelen die worden besproken op de website. Men ging ook video's uploaden met commentaar en recensies.
De eerste presentator van het kanaal is Alex Olney. Vanaf 2019 en 2020 werden ook respectievelijk Zion Grassi en Jon Cartwright aangesteld als presentators. Cartwright verliet Nintendo Life in 2022.